# Monopsyllus carniolicus
Monopsyllus carniolicus är en loppart som beskrevs av Brelih et Trilar 2001. Monopsyllus carniolicus ingår i släktet Monopsyllus och familjen fågelloppor. Inga underarter finns listade i Catalogue of Life.